# Дејмијансвил (Илиноис)
Дејмијансвил (енгл. Damiansville) град је у америчкој савезној држави Илиноис.

## Демографија
По попису из 2010. године број становника је 491, што је 123 (33,4%) становника више него 2000. године.
| Група             | 2000.       | 2010.       |
| Белци             | 354 (96,2%) | 421 (85,7%) |
| Афроамериканци    | 0 (0,0%)    | 0 (0,0%)    |
| Азијати           | 4 (1,1%)    | 4 (0,8%)    |
| Хиспаноамериканци | 3 (0,8%)    | 53 (10,8%)  |
| Укупно            | 368         | 491         |